# Territoire national du Casanare
1868–1886
Entités précédentes :
- Province de Casanare
- État souverain de Boyacá

Entités suivantes :
- Boyacá

Le territoire national du Casanare est une division administrative créée le 5 septembre 1868 aux États-Unis de Colombie,.

## Géographie
Le territoire national du Casanare comprend la zone située entre la cordillère Orientale et les ríos Casanare et Arauca, à l'est de l'actelle Colombie. Limité par les États souverains de Santander et Cundinamarca ainsi que par les frontières avec le Venezuela, il recouvre le territoire des actuels départements de Casanare, Arauca et une partie de Boyacá. 
Sa capitale est Tame, dans l'actuel département d'Arauca.

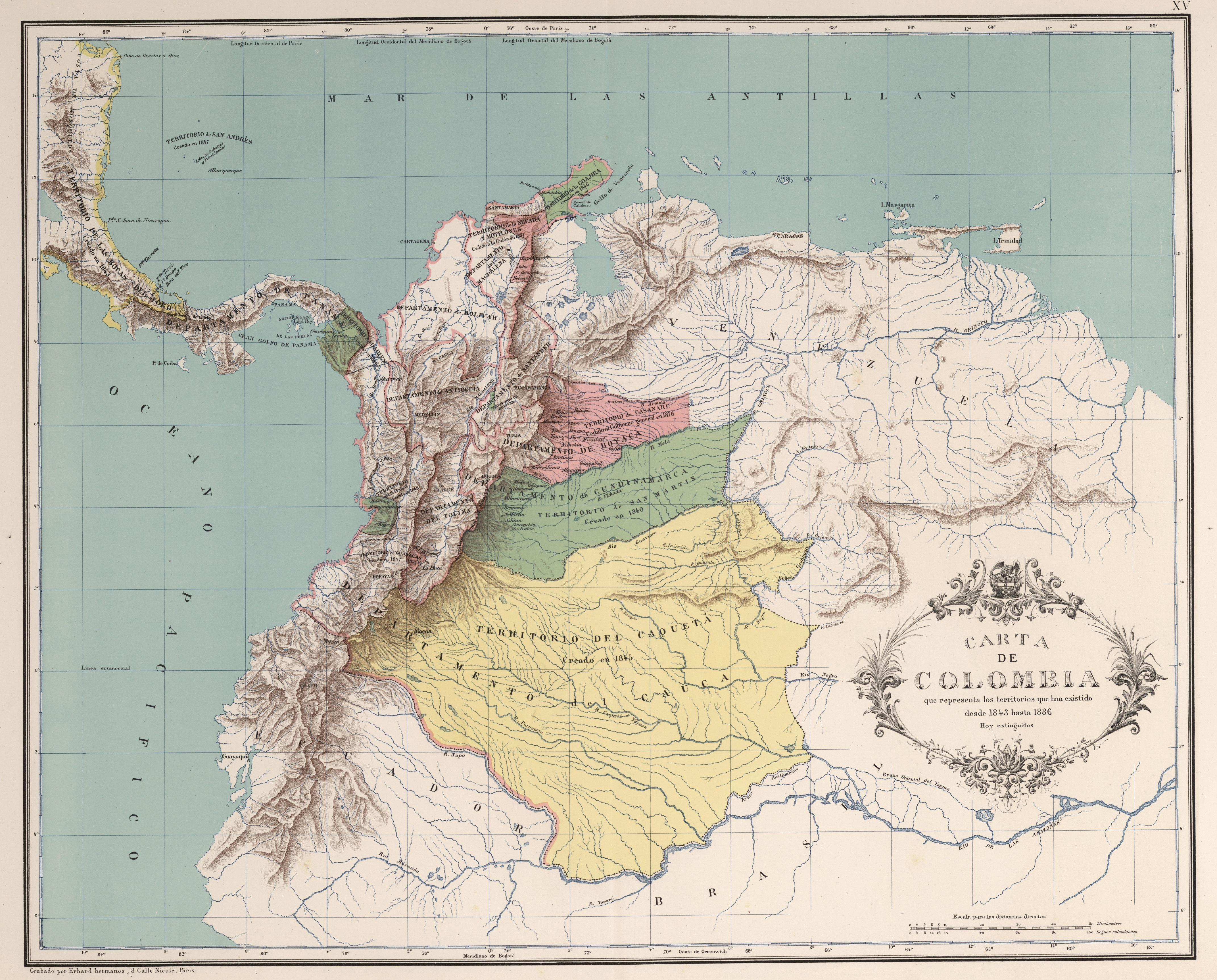
Carte représentant les territoires existants en Colombie entre 1843 et 1886.

## Politique
Bien qu'étant sous la juridiction de l'État souverain de Boyacá, l'administration du territoire national du Casanare était à la charge du gouvernement fédéral.

## Histoire
Au cours de son existence, le territoire a changé plusieurs fois de statut politique et la juridiction:
- 1857 : département de l'État souverain de Boyacá , dont la capitale est Moreno.
- 1863 : la capitale du territoire devient Támara.
- 1868 : Boyacá donne au gouvernement fédéral le territoire pour son administration.
- 1877 : la capitale devient Tame, transférée la même année à Nunchía.
- 1886 : Création de l'intendance du Casanare avec capitale à Orocué.
- 1905 : devient département avec capitale à Santa Rosa.
- 1907 : la zone située entre Upía et Cusiana passe à Boyacá.
- 1911 : le poste de police d'Arauca est créé en séparant son territoire de Casanare.
- 1912 : il redevient territoire du département de Boyacá .
- 1940 : création du poste de police de Casanare dont la capitale est Nunchía.
- 1952 : retourne faire partie de Boyacá.
- 1973 : séparé de Boyacá avec le titre d' Intendencia del Casanare et avec la capitale à Yopal.
- 1991 : le département de Casanare est finalement constitué .